# Transfiguratiekathedraal in Sormovo
De Kathedraal van de Transfiguratie in Sormovo (Russisch: Собор Преображения Господня в Сормове) is een Russisch-orthodoxe kathedraal in de Russische stad Nizjni Novgorod. De toevoeging Sormovo heeft betrekking op de oude naam van het dorp dat sinds 1928 bij Nizjni Novgorod werd gevoegd en tegenwoordig een van de acht stadsdistricten van Nizjni Novgorod vormt. De kathedraal moet niet worden verward met de Transfiguratiekathedraal in het centrum van de stad.

## Geschiedenis
in 1849 werd bij het dorp Sormovo (voorheen Soromovo) een machinefabriek gevestigd. De fabriek maakte een stormachtige groei door en werd al snel een van de grootste machinefabrieken van het Russische Rijk. Tegen het einde van de 19e eeuw werkten meer dan 10.000 werknemers in het meer dan 155 gebouwen tellende fabriekscomplex. Door het toenemende aantal gelovigen barstte de oude Alexander Nevskikerk van Sormovo met name op feestdagen uit de voegen. Daarom besloot de Heilige Synode op 29 maart 1898 tot de bouw van een nieuwe kerk. Op 17 december 1899 werd er een bouwcommissie ingesteld en al binnen zes maanden was er niet alleen een ontwerp voor de kerk, maar waren ook de benodigde fondsen verzameld. Na verkrijging van de bouwvergunning werd op 8 september 1900 met het leggen van de fundamenten begonnen. De kathedraal werd voltooid in 1905. Op 27 november 1905 wijdde de aartsbisschop van Nizjni Novgorod en Arzamas het hoofdaltaar ter ere van de Transfiguratie van onze Heer. Bij de kerk verrees een losstaande houten klokkentoren in ongebruikelijke vorm.

## Sovjetperiode
De kathedraal zou slechts twee decennia in de oorspronkelijke vorm blijven staan. In 1927 werden de klokken geroofd, de klokkentoren gesloopt en de kerk ontdaan van de ijzeren dakbedekking. Er waren in de jaren 30 serieuze plannen om het gebouw op te blazen. Het plan om er een Paleis van de Arbeid neer te zetten ging niet door; tijdelijk werd in het gebouw een cultureel centrum ondergebracht en vervolgens werd het gebouw voor langere tijd een opslagplaats. Het verval van het gebouw was in de jaren 80 van de 20e eeuw zover gevorderd dat de voormalige kathedraal een aanklacht vormde tegen de autoriteiten. Vanaf 1988 begon men uiteindelijk met het herstel van de kerk.

## Teruggave
In 1990 besloten de autoriteiten het gebouw terug te geven aan de Russisch-orthodoxe Kerk. Een jaar later werd na een lange periode voor het eerst een Goddelijke Liturgie gevierd. Aan de hand van oude foto's en tekeningen werd een begin gemaakt met de herbouw van het interieur. Tevens werd de omgeving van de kerk opgeknapt en de behuizing voor de geestelijkheid hersteld.

## Architectuur
De kathedraal is een ontwerp in de traditie van de neo-Byzantijnse stijl zoals die zich halverwege de 19e eeuw in het Russische Keizerrijk ontwikkelde. Architect van de kerk is de in Niznji Novgorod beroemde Pavel Petrovitsj Malinovski. Het gebouw betreft een koepelkerk in de vorm van een Grieks kruis en werd ontworpen voor 2.000 gelovigen. De grote centrale koepel wordt ondersteund door vier halve koepels.